# Diego Scotti
Diego Martín Scotti Ponce De León, ou Diego Scotti (nascido em Montevideo, Uruguai em 14 de janeiro de 1977) é um futebolista uruguaio. Atua como meia.